# Уве Проске
Уве Проске (нім. Uwe Proske, нар. 10 жовтня 1961) — німецький фехтувальник на шпагах, олімпійський чемпіон 1992 року.

## Виступи на Олімпіадах
| Олімпіада      | Дисципліна          | Місце |
| -------------- | ------------------- | ----- |
| Сеул 1988      | індивідуальна шпага | 34    |
| Барселона 1992 | командна шпага      | 1     |